# Championnat d'Europe de football des moins de 19 ans 2004
Cet article traite du Championnat d'Europe de football des moins de 19 ans de 2004. Il s'agît de la cinquante-troisième édition de la compétition.

## Phase finale

### Groupe A
| Rang | Équipe   | Pts | J | G | N | P | Bp | Bc | Diff |
| ---- | -------- | --- | - | - | - | - | -- | -- | ---- |
| 1    | Suisse   | 5   | 3 | 1 | 2 | 0 | 3  | 1  | +2   |
| 2    | Ukraine  | 5   | 3 | 1 | 2 | 0 | 1  | 0  | +1   |
| 3    | Italie   | 4   | 3 | 1 | 1 | 1 | 5  | 2  | +3   |
| 4    | Belgique | 1   | 3 | 0 | 1 | 2 | 0  | 6  | -6   |

- Qualifié pour les demi-finales

### Groupe B
| Rang | Équipe    | Pts | J | G | N | P | Bp | Bc | Diff |
| ---- | --------- | --- | - | - | - | - | -- | -- | ---- |
| 1    | Espagne   | 9   | 3 | 3 | 0 | 0 | 10 | 3  | +7   |
| 2    | Turquie   | 4   | 3 | 1 | 1 | 1 | 7  | 7  | 0    |
| 3    | Allemagne | 4   | 3 | 1 | 1 | 1 | 4  | 5  | -1   |
| 4    | Pologne   | 0   | 3 | 0 | 0 | 3 | 5  | 11 | -6   |

- Qualifié pour les demi-finales

### Demi-finales
| 21 juillet 2004 | Suisse                 | 2 - 3 a. p.           | Turquie                      | Stade Saint-Léonard, Fribourg          |                                        |
|                 | Antić 56e · Dugić 109e | (0 - 0, 1 - 1, 1 - 2) | 58e 95e Öztürk · 108e Zengin | Spectateurs : 9 800 Arbitrage : Lehner | Spectateurs : 9 800 Arbitrage : Lehner |
|                 | Compte-rendu           |                       |                              | Spectateurs : 9 800 Arbitrage : Lehner | Spectateurs : 9 800 Arbitrage : Lehner |

| 21 juillet 2004                 | Espagne                  | 2 - 2 a. p.                        | Ukraine                    | Stade Juan-Antonio-Samaranch, Lausanne |                                       |
|                                 | Víctor 12e · Soldado 94e | (1 - 0, 1 - 1, 2 - 1)              | 66e Aliyev · 112e Yatsenko | Spectateurs : 1 500 Arbitrage : Szabo  | Spectateurs : 1 500 Arbitrage : Szabo |
|                                 | Compte-rendu             |                                    |                            | Spectateurs : 1 500 Arbitrage : Szabo  | Spectateurs : 1 500 Arbitrage : Szabo |
| Silva · Soldado · Ramos · Rubén | Tirs au but              | Chyhrynskyy · Kravchenko · Vorobey |                            | Spectateurs : 1 500 Arbitrage : Szabo  | Spectateurs : 1 500 Arbitrage : Szabo |

### Finale
| 24 juillet 2004 | Turquie      | 0 - 1   | Espagne     | Centre sportif de Colovray, Nyon        |                                         |
|                 |              | (0 - 0) | 90+2e Borja | Spectateurs : 4 800 Arbitrage : Proneça | Spectateurs : 4 800 Arbitrage : Proneça |
|                 | Compte-rendu |         |             | Spectateurs : 4 800 Arbitrage : Proneça | Spectateurs : 4 800 Arbitrage : Proneça |